# U.S. Highway 395
Der U.S. Highway 395 ist ein United States Highway in den Vereinigten Staaten. Er beginnt in der Mojave-Wüste an der Interstate 15 bei Hesperia und endet an der kanadischen Grenze nahe Laurier im Bundesstaat Washington, wo er zum British Columbia Highway 395 wird. Seine Nummer weist ihn als Nebenstrecke des U.S. Highway 95 aus, obwohl er diesen nie berührt. Stattdessen leitete er sich von dessen Nebenstrecke erster Ordnung U.S. Highway 195 ab und wurde erst durch seine Verlängerung nach Süden eine echte Parallelstrecke zum U.S. 95.
Der Highway verläuft östlich entlang der Sierra Nevada im Owens Valley und überquert das Modoc Plateau.

## Geschichte
1926 wurde die US Route 395 zwischen der US Route 10 in Spokane, Idaho und der kanadischen Grenze als Seitenast der US Route 95 ohne Verbindung zu dieser festgelegt. Die Verlängerung südlich über Spokane hinaus erfolgte in den 1930er Jahren. Der Abschnitt zwischen Hesperia und Devore gehört heute zur Interstate 15 sowie zwischen Devore und Temecula zur Interstate 215. Bis Fallbrook folgt der Verlauf des ehemaligen Highways wieder der I-15, wonach er unter anderem der CA 76 bis nach Escondido folgt und wieder auf die I-15 trifft. Südlich von Miramar folgt sie anschließend der CA 163 bis in die Innenstadt von San Diego.